# 張鳴瑞
張鳴瑞（1527年—？年），字載禎，號鳳山，四川瀘州人，明朝政治人物。

## 生平
嘉靖三十四年四川乡试第六十九名举人，三十五年（1556年）丙辰科会试六十名，第三甲第三十八名進士。大理寺观政，授直隶颍上县知縣，三十七年改仪真县，三十八年九月選授兵科給事中，四十一年三月升工科右，本年升嘉兴府知府。

## 家族
曾祖張翔；祖張守道；父張愈，知縣赠工科右给事中；母楊氏，贈孺人；繼母李氏，贈孺人。嚴侍下，兄鳳翼（衛經歷），弟鳴和（衛知事）；鳴世；鳴陽；鳴鐸；鳴謙；鳴時。